# Xayacamach
Xayacamach de Tizatlán fue un poeta nahua del estado precolombino de Tlaxcallan, nacido entre 1450 y 1455.

Era hijo del «Señor de Aztahua de Tizatlán». Ocupó el puesto de gobernador de su padre y asistió a la reunión convocada por Tecayehuatzin de Huexotzinco para debatir sobre el significado de «flor y canción», de donde provienen sus dos poemas grabados. Tecahueyatzin dijo de él:
Se escucha una hermosa canción Xayacamach Tlapeltuetzin lo levanta Estas son sus flores
Se sabe que murió antes del año 1500, pues para entonces su hermano, Xicohténcatl, era gobernador del altépetl de Tizatlán. Se alió con los huastecos en su guerra contra los mexicas y fue asesinado (León-Portilla y Shorris 670).

## Orígenes y ascenso al poder
Nacido en la segunda mitad del siglo XV, Xayacamach pertenecía a un linaje de gobernantes. Su padre fue Aztahua, quien también ostentó el título de señor de Tizatlán. Heredó el gobierno de este importante altépetl (ciudad-estado), asumiendo la responsabilidad de su defensa y administración en un período de alta tensión política y militar. Tizatlán era, junto con Ocotelulco, Quiahuiztlán y Tepeticpac, uno de los cuatro señoríos autónomos que, en conjunto, formaban el gobierno confederado de Tlaxcala. Esta alianza política y militar se caracterizaba por su feroz resistencia a la expansión del Imperio de la Triple Alianza, liderado por Tenochtitlan.

## Gobierno y contexto histórico: Las guerras floridas
El mandato de Xayacamach estuvo marcado por el estado de guerra casi constante contra los mexicas. Este prolongado conflicto, conocido como las «Guerras Floridas» (Xochiyáoyotl), era una serie de batallas ritualizadas y campañas militares que tenían como objetivo no solo la captura de prisioneros para el sacrificio, sino también el desgaste político y económico del adversario. Como señor de Tizatlán, Xayacamach tuvo un papel crucial en la organización de los ejércitos tlaxcaltecas. Según crónicas posteriores, en una de estas confrontaciones, ocurrida hacia 1478 en alianza con los huastecos para frenar el avance mexica en la costa del Golfo, Xayacamach encontraría la muerte en batalla.

## Legado poético
Más allá de su faceta como guerrero y gobernante, Xayacamach es una figura reconocida en la literatura náhuatl. Su participación es destacada en los diálogos poéticos de Huexotzinco, una célebre reunión de sabios y poetas convocada por el señor Tecayehuatzin para dialogar sobre el significado de «flor y canto» (in xochitl, in cuicatl), la metáfora náhuatl para la poesía, el arte y la verdad. Sus poemas, preservados en la colección de manuscritos conocida como Cantares Mexicanos, exploran temas como la fugacidad de la vida y la búsqueda de trascendencia. Uno de sus versos más conocidos, recogido en dicha fuente, reflexiona sobre la mortalidad:
«¿Acaso de verdad se vive en la tierra? 
No para siempre en la tierra: sólo un poco aquí. 
Aunque sea de jade se quiebra, 
aunque sea de oro se rompe, 
aunque sea plumaje de quetzal se desgarra. 

No para siempre en la tierra: sólo un poco aquí.»

## Sucesión y legado familiar
Tras su muerte en combate, Xayacamach fue sucedido en el señorío de Tizatlán por su hermano mayor, Xicohténcatl I, conocido como «el Viejo», una figura de gran poder e influencia a la llegada de los españoles. Sería el hijo de Xayacamach, Xicohténcatl II Axayacatzin, apodado «el Joven», quien se convertiría en el capitán general de los ejércitos tlaxcaltecas y quien dirigiría la resistencia inicial contra las fuerzas de Hernán Cortés en 1519. La estirpe de Xayacamach, por tanto, jugó un papel determinante en las decisiones cruciales de Tlaxcala frente a los españoles, un evento que cambiaría para siempre el curso de la historia de México. El legado de Xayacamach de Tizatlán es, por tanto, doble: el de un líder que defendió la soberanía de su pueblo y el de un poeta cuya obra perdura como testimonio de la riqueza cultural del México antiguo.